# شمشیربازی در المپیک تابستانی ۱۹۲۴ - فلوره زنان
فلوره زنان یکی از هفت رویداد شمشیربازی در برنامه رقابت‌های شمشیربازی المپیک تابستانی ۱۹۲۴ بود. برای اولین بار بود که در بخش زنان، مسابقات شمشیربازی المپیک برگزار شد.
این مسابقه از روز سه شنبه ۲ ژوئیه ۱۹۲۴ تا پنجشنبه ۴ ژوئیه ۱۹۲۴ انجام شد. در این بخش ۲۵ شمشیرباز از ۹ کشور به رقابت پرداختند.